# Hahnia thorntoni
Hahnia thorntoni là một loài nhện trong họ Hahniidae.
Loài này thuộc chi Hahnia. Hahnia thorntoni được Paolo Marcello Brignoli miêu tả năm 1982.